# Guran
Guran est une commune française située dans le sud-ouest du département de la Haute-Garonne en région Occitanie. Sur le plan historique et culturel, la commune est dans le pays de Comminges, correspondant à l’ancien comté de Comminges, circonscription de la province de Gascogne située sur les départements actuels du Gers, de la Haute-Garonne, des Hautes-Pyrénées et de l'Ariège.
Exposée à un climat de montagne, elle est drainée par la Pique et par deux autres cours d'eau. La commune possède un patrimoine naturel remarquable : deux sites Natura 2000 (la « haute vallée de la Garonne » et « Garonne, Ariège, Hers, Salat, Pique et Neste ») et six zones naturelles d'intérêt écologique, faunistique et floristique.
Guran est une commune rurale qui compte 58 habitants en 2022, après avoir connu un pic de population de 323 habitants en 1856. Elle fait partie de l'aire d'attraction de Bagnères-de-Luchon. Ses habitants sont appelés les Guranais ou  Guranaises.
Le patrimoine architectural de la commune comprend un immeuble protégé au titre des monuments historiques : le château, inscrit en 1977.

## Géographie

### Localisation
La commune de Guran se trouve dans le département de la Haute-Garonne, en région Occitanie.
Elle se situe à 104 km à vol d'oiseau de Toulouse, préfecture du département, à 26 km de Saint-Gaudens, sous-préfecture, et à 11 km de Bagnères-de-Luchon, bureau centralisateur du canton de Bagnères-de-Luchon dont dépend la commune depuis 2015 pour les élections départementales.
La commune fait en outre partie du bassin de vie de Bagnères-de-Luchon.
Les communes les plus proches sont : 
Bachos (0,9 km), Burgalays (1,1 km), Binos (1,2 km), Lège (1,5 km), Cazaux-Layrisse (2,0 km), Signac (2,0 km), Baren (2,4 km), Cierp-Gaud (3,4 km).
Sur le plan historique et culturel, Guran fait partie du pays de Comminges, correspondant à l’ancien comté de Comminges, circonscription de la province de Gascogne située sur les départements actuels du Gers, de la Haute-Garonne, des Hautes-Pyrénées et de l'Ariège.
Guran est limitrophe de cinq autres communes, dont une dans le département des Hautes-Pyrénées.
Les communes limitrophes sont  Bachos, Baren, Burgalays, Lège et Sost.
|                        | Bachos |           |
| Sost (Hautes-Pyrénées) | Guran  | Burgalays |
|                        | Lège   | Baren     |

### Géologie et relief
La superficie de la commune est de 525 hectares ; son altitude varie de 551  à   1 740 mètres.

### Hydrographie
La commune est dans le bassin de la Garonne, au sein du bassin hydrographique Adour-Garonne. Elle est drainée par la Pique, le ruisseau de Hourquets et le ruisseau des Canaus, constituant un réseau hydrographique de 4 km de longueur totale,.
La Pique, d'une longueur totale de 32,9 km, prend sa source dans la commune de Bagnères-de-Luchon et s'écoule vers le nord. Elle traverse la commune et se jette dans la Garonne à Chaum, après avoir traversé 17 communes.

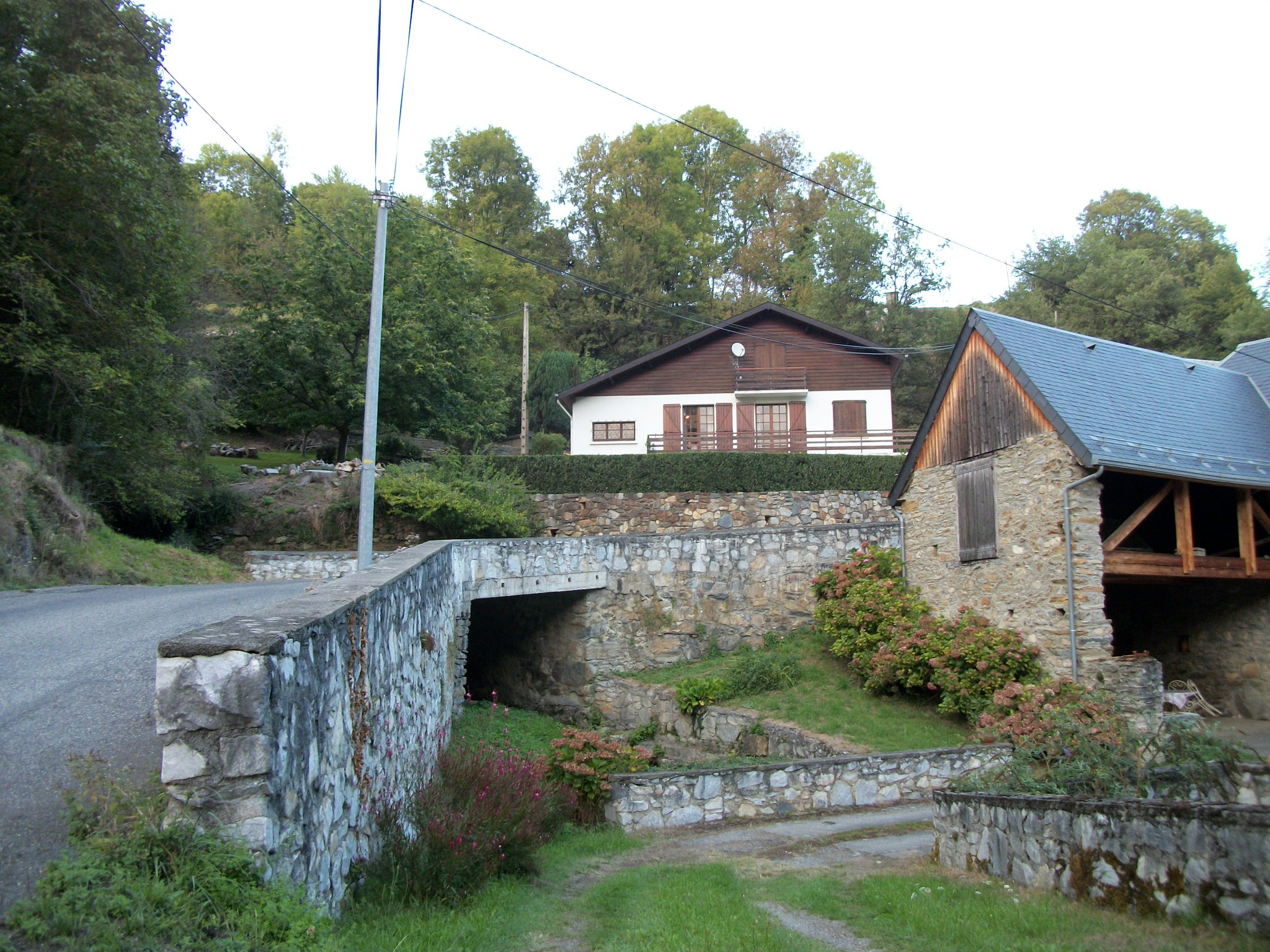
Le pont sur le ruisseau de Hourquets et des maisons d'habitation
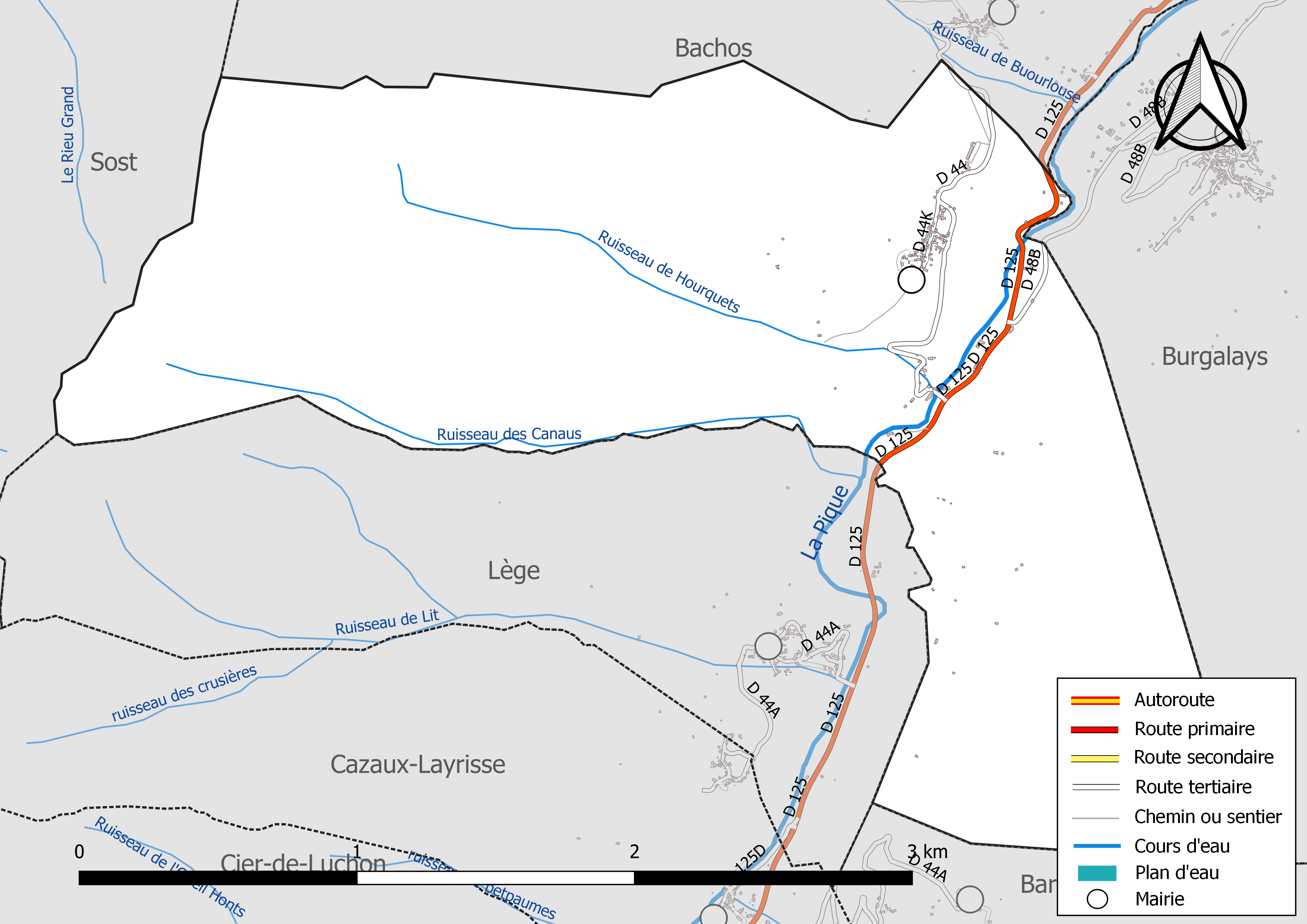
Réseaux hydrographique et routier de Guran.

### Climat
Pour des articles plus généraux, voir Climat de l'Occitanie et Climat de la Haute-Garonne.
En 2010, le climat de la commune est de type climat des marges montargnardes, selon une étude s'appuyant sur une série de données couvrant la période 1971-2000. En 2020, Météo-France publie une typologie des climats de la France métropolitaine dans laquelle la commune est exposée à un climat de montagne ou de marges de montagne et est dans la région climatique Pyrénées centrales, caractérisée par une pluviométrie annuelle de 1 000 à 1 200 mm.
Pour la période 1971-2000, la température annuelle moyenne est de 10,6 °C, avec une amplitude thermique annuelle de 14,6 °C. Le cumul annuel moyen de précipitations est de 1 159 mm, avec 10 jours de précipitations en janvier et 8 jours en juillet. Pour la période 1991-2020, la température moyenne annuelle observée sur la station météorologique la plus proche, située sur la commune de Bagnères-de-Luchon à 11 km à vol d'oiseau, est de 11,5 °C et le cumul annuel moyen de précipitations est de 940,5 mm,. Pour l'avenir, les paramètres climatiques de la commune estimés pour 2050 selon différents scénarios d'émission de gaz à effet de serre sont consultables sur un site dédié publié par Météo-France en novembre 2022.

### Milieux naturels et biodiversité

#### Réseau Natura 2000

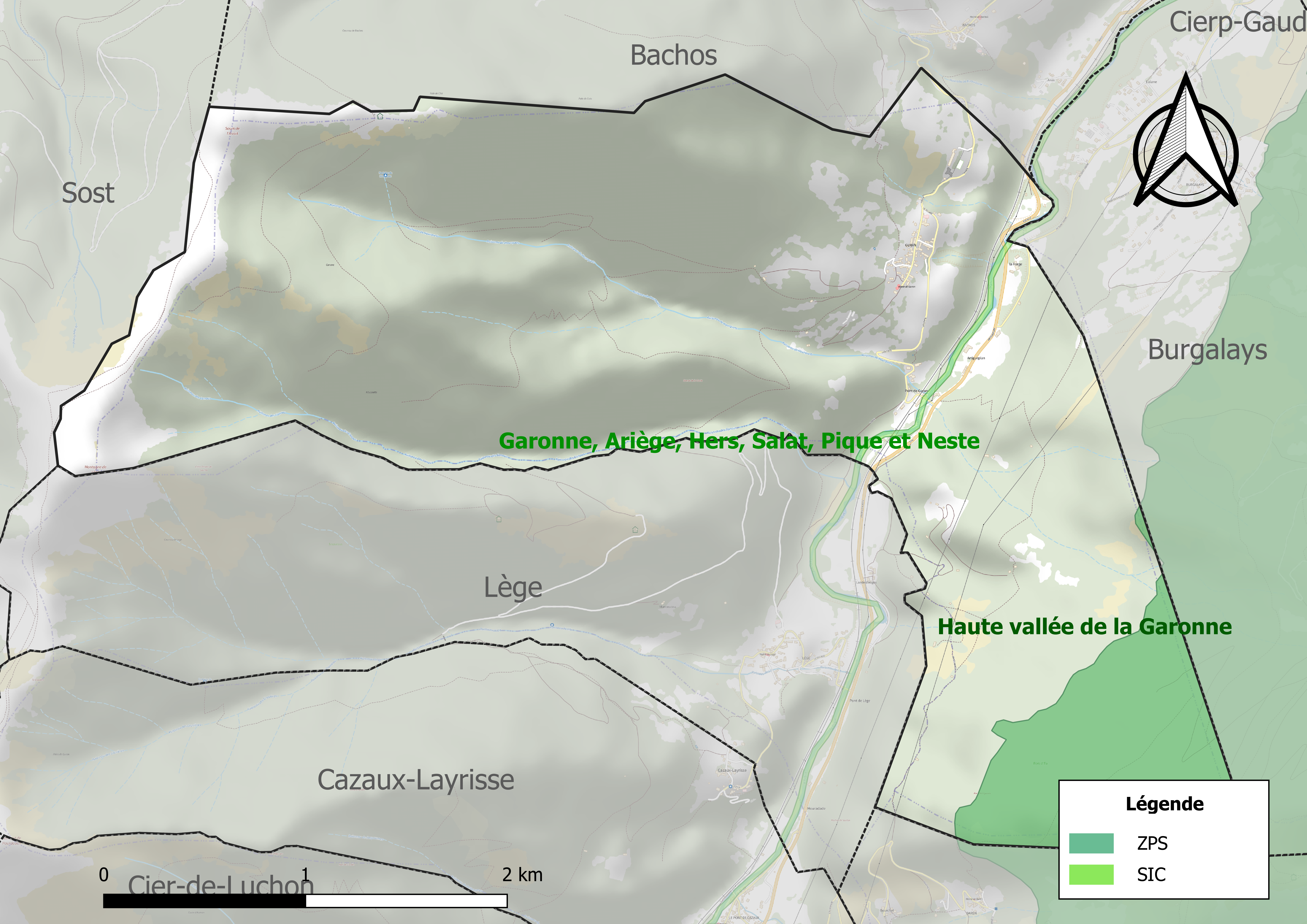
Site Natura 2000 sur le territoire communal.

Le réseau Natura 2000 est un réseau écologique européen de sites naturels d'intérêt écologique élaboré à partir des directives habitats et oiseaux, constitué de zones spéciales de conservation (ZSC) et de zones de protection spéciale (ZPS).
Un site Natura 2000 est défini sur la commune tant au titre de la directive oiseaux, que de la directive habitats, la « haute vallée de la Garonne ». Occupant une superficie de 11 134 ha, il s'agit d'une vallée profonde, marquée par l'érosion glaciaire, avec une végétation essentiellement acidiphile caractérisée par des landes à Callune, une forte étendue du manteau boisé, une présence ponctuelle de formations alpines et la présence d'Ours liée à une réintroduction expérimentale. Ce site héberge une avifaune de montagne bien représentée avec bon nombre d'espèces de l'annexe I qui s'y reproduisent, parmi lesquelles sept espèces inféodées aux milieux forestiers.
Un autre site relève de la directive habitats : « Garonne, Ariège, Hers, Salat, Pique et Neste ». Occupant une superficie de 9 581 ha, ce réseau hydrographique est favorable pour les poissons migrateurs (zones de frayères actives et potentielles importantes pour le Saumon en particulier qui fait l'objet d'alevinages réguliers et dont des adultes atteignent déjà Foix sur l'Ariège.

#### Zones naturelles d'intérêt écologique, faunistique et floristique

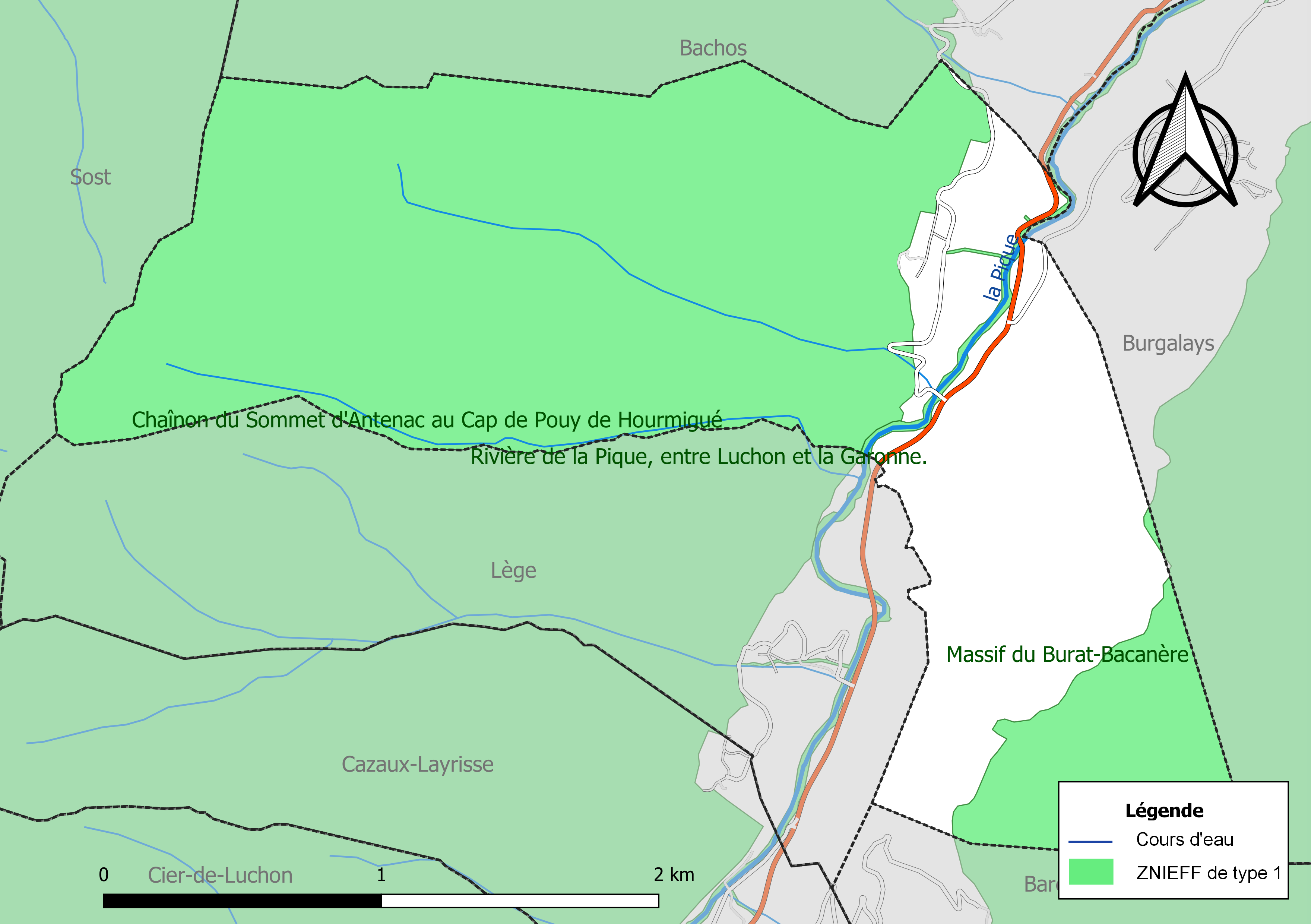
Carte des ZNIEFF de type 1 localisées sur la commune.

L’inventaire des zones naturelles d'intérêt écologique, faunistique et floristique (ZNIEFF) a pour objectif de réaliser une couverture des zones les plus intéressantes sur le plan écologique, essentiellement dans la perspective d’améliorer la connaissance du patrimoine naturel national et de fournir aux différents décideurs un outil d’aide à la prise en compte de l’environnement dans l’aménagement du territoire.
Trois ZNIEFF de type 1 sont recensées sur la commune :
- « chaînon du sommet d'Antenac au cap de Pouy de Hourmigué » (5 751 ha), couvrant 22 communes dont 16 dans la Haute-Garonne et six dans les Hautes-Pyrénées[23] ;
- le « massif du Burat-Bacanère » (8 318 ha), couvrant 15 communes du département[24],
- la « rivière de la Pique, entre Luchon et la Garonne. » (143 ha), couvrant 16 communes du département[25] ;

et trois ZNIEFF de type 2, : 
- « Garonne amont, Pique et Neste » (1 788 ha), couvrant 112 communes dont 42 dans la Haute-Garonne et 70 dans les Hautes-Pyrénées[26] ;
- la « Haute montagne en Haute-Garonne » (33 294 ha), couvrant 49 communes dont 41 dans la Haute-Garonne et huit dans les Hautes-Pyrénées[27] ;
- le « massif de la Barousse et chaînon du sommet d´Antenac au cap de Pouy de Hourmigué » (15 691 ha), couvrant 33 communes dont 18 dans la Haute-Garonne et 15 dans les Hautes-Pyrénées[28].

## Urbanisme

### Typologie
Au 1er janvier 2024, Guran est catégorisée commune rurale à habitat dispersé, selon la nouvelle grille communale de densité à sept niveaux définie par l'Insee en 2022.
Elle est située hors unité urbaine. Par ailleurs la commune fait partie de l'aire d'attraction de Bagnères-de-Luchon, dont elle est une commune de la couronne,. Cette aire, qui regroupe 44 communes, est catégorisée dans les aires de moins de 50 000 habitants,.

### Occupation des sols
L'occupation des sols de la commune, telle qu'elle ressort de la base de données européenne d’occupation biophysique des sols Corine Land Cover (CLC), est marquée par l'importance des forêts et milieux semi-naturels (87,8 % en 2018), une proportion sensiblement équivalente à celle de 1990 (88,2 %). La répartition détaillée en 2018 est la suivante : 
forêts (85,9 %), zones agricoles hétérogènes (12,2 %), milieux à végétation arbustive et/ou herbacée (2 %). L'évolution de l’occupation des sols de la commune et de ses infrastructures peut être observée sur les différentes représentations cartographiques du territoire : la carte de Cassini (XVIIIe siècle), la carte d'état-major (1820-1866) et les cartes ou photos aériennes de l'IGN pour la période actuelle (1950 à aujourd'hui).

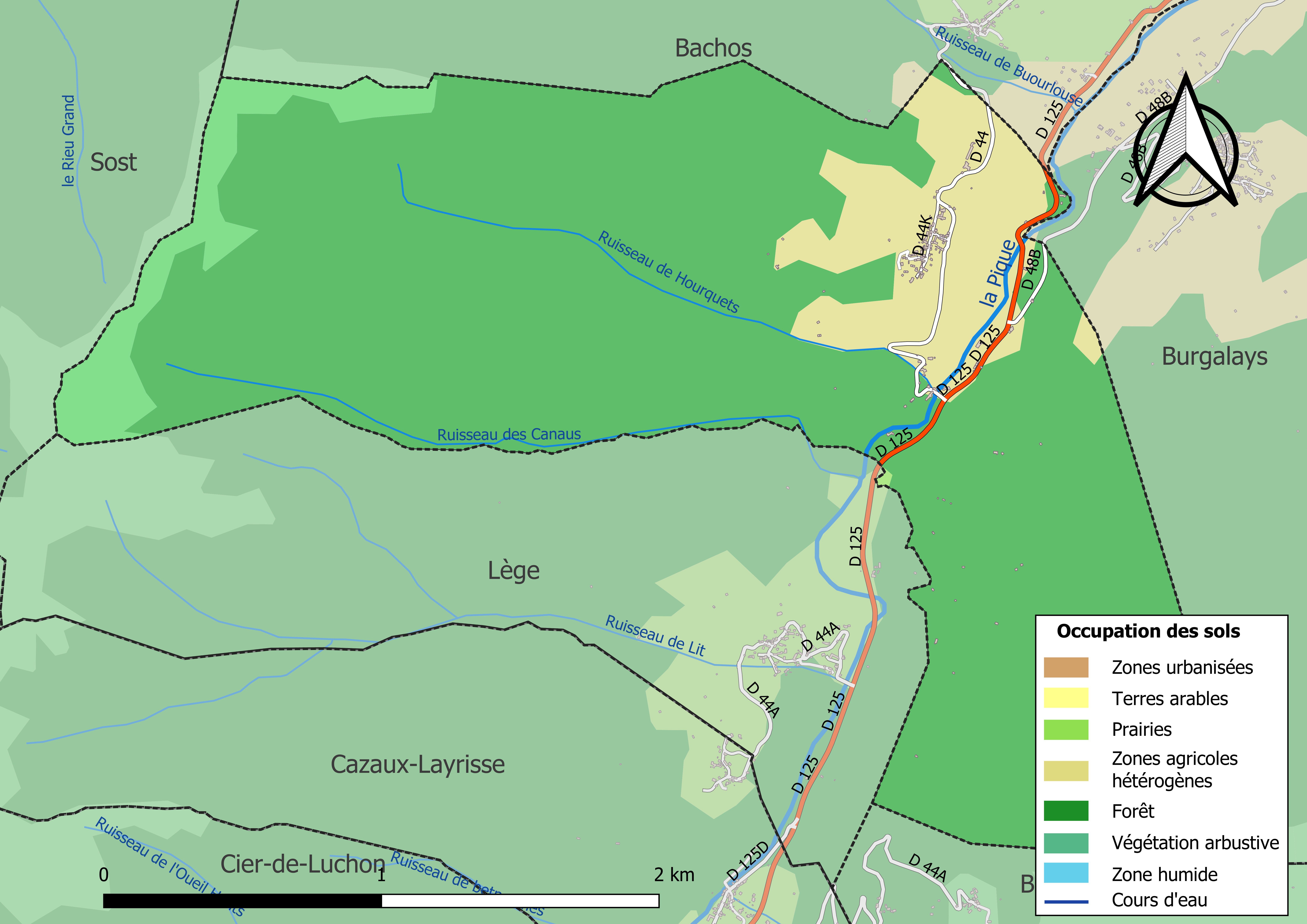
Carte des infrastructures et de l'occupation des sols de la commune en 2018 (CLC).

### Voies de communication et transports
Accès par l'autoroute A64 sortie no 17 puis la route nationale 125 et avec le réseau liO Arc-en-Ciel ainsi qu'en gare de Marignac - Saint-Béat située sur la ligne de Montréjeau à Luchon.

### Risques majeurs
Le territoire de la commune de Guran est vulnérable à différents aléas naturels : météorologiques (tempête, orage, neige, grand froid, canicule ou sécheresse), inondations, feux de forêts, mouvements de terrains et séisme (sismicité moyenne). Il est également exposé à un risque technologique, la rupture d'un barrage, et à un risque particulier : le risque de radon. Un site publié par le BRGM permet d'évaluer simplement et rapidement les risques d'un bien localisé soit par son adresse soit par le numéro de sa parcelle.

#### Risques naturels
Certaines parties du territoire communal sont susceptibles d’être affectées par le risque d’inondation par débordement de cours d'eau, notamment la Pique. La commune a été reconnue en état de catastrophe naturelle au titre des dommages causés par les inondations et coulées de boue survenues en 1982, 1999, 2009 et 2013,.
Un plan départemental de protection des forêts contre les incendies a été approuvé par arrêté préfectoral du 25 septembre 2006. Guran est exposée au risque de feu de forêt du fait de la présence sur son territoire du massif des Pyrénées. Il est ainsi défendu aux propriétaires de la commune et à leurs ayants droit de porter ou d’allumer du feu dans l'intérieur et à une distance de 200 mètres des bois, forêts, plantations, reboisements ainsi que des landes. L’écobuage est également interdit, ainsi que les feux de type méchouis et barbecues, à l’exception de ceux prévus dans des installations fixes (non situées sous couvert d'arbres) constituant une dépendance d'habitation,

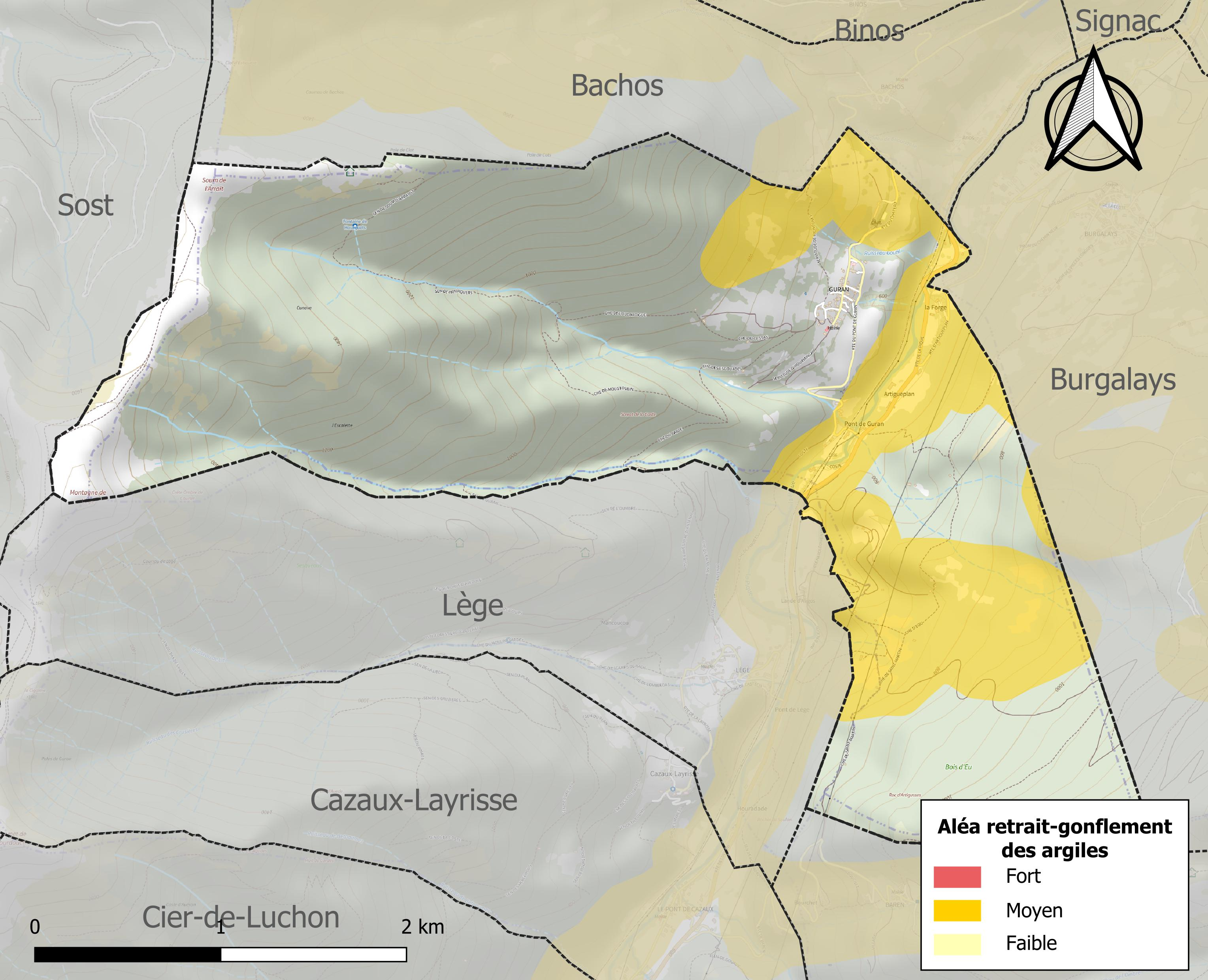
Carte des zones d'aléa retrait-gonflement des sols argileux de Guran.

La commune est vulnérable au risque de mouvements de terrains constitué principalement du retrait-gonflement des sols argileux. Cet aléa est susceptible d'engendrer des dommages importants aux bâtiments en cas d’alternance de périodes de sécheresse et de pluie. 23,6 % de la superficie communale est en aléa moyen ou fort (88,8 % au niveau départemental et 48,5 % au niveau national). Sur les 73 bâtiments dénombrés sur la commune en 2019, 23 sont en aléa moyen ou fort, soit 32 %, à comparer aux 98 % au niveau départemental et 54 % au niveau national. Une cartographie de l'exposition du territoire national au retrait gonflement des sols argileux est disponible sur le site du BRGM,.
Par ailleurs, afin de mieux appréhender le risque d’affaissement de terrain, l'inventaire national des cavités souterraines permet de localiser celles situées sur la commune.
Concernant les mouvements de terrains, la commune a été reconnue en état de catastrophe naturelle au titre des dommages causés par des mouvements de terrain en 1999.

#### Risques technologiques
La commune est en outre située en aval du barrage du Portillon sur la Neste d'Oô. À ce titre elle est susceptible d’être touchée par l’onde de submersion consécutive à la rupture de cet ouvrage.

#### Risque particulier
Dans plusieurs parties du territoire national, le radon, accumulé dans certains logements ou autres locaux, peut constituer une source significative d’exposition de la population aux rayonnements ionisants. Certaines communes du département sont concernées par le risque radon à un niveau plus ou moins élevé. Selon la classification de 2018, la commune de Guran est classée en zone 3, à savoir zone à potentiel radon significatif.

## Politique et administration

### Administration municipale
Le nombre d'habitants au recensement de 2011 étant compris entre 0 et 99, le nombre de membres du conseil municipal pour l'élection de 2014 est de sept,.

### Rattachements administratifs et électoraux
Commune faisant partie de la huitième circonscription de la Haute-Garonne, de la communauté de communes Cagire-Garonne-Salat et du canton de Bagnères-de-Luchon (avant le redécoupage départemental de 2014, Guran faisait partie de l'ex-canton de Saint-Béat) et avant le 1er janvier 2017 elle faisait partie de la communauté de communes du canton de Saint-Béat.

### Tendances politiques et résultats

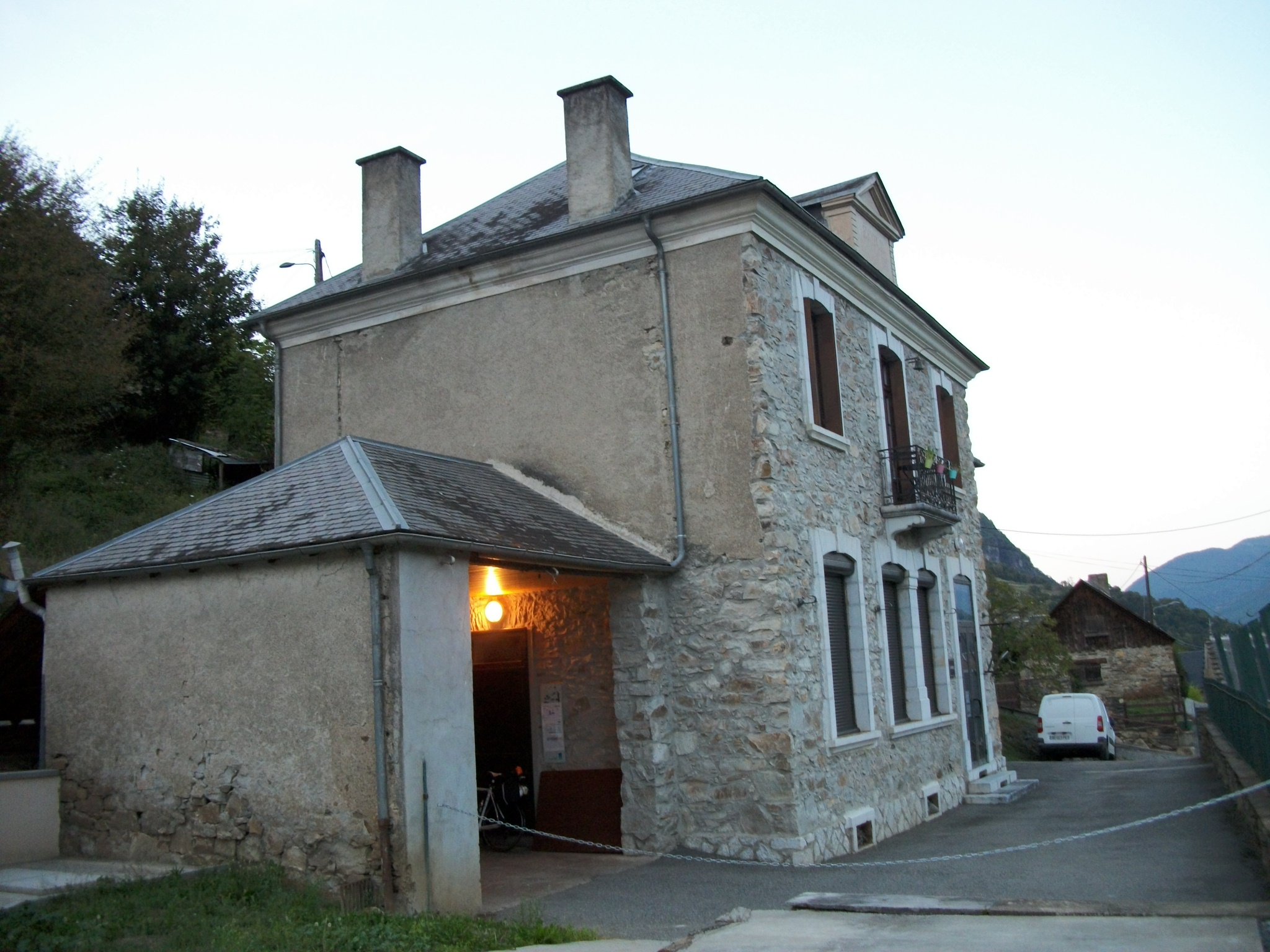
La mairie

### Liste des maires
| Période                                  | Période  | Identité        | Étiquette | Qualité                    |
| ---------------------------------------- | -------- | --------------- | --------- | -------------------------- |
| Les données manquantes sont à compléter. |          |                 |           |                            |
| mars 2001                                | 2008     | Georges Travère |           |                            |
| mars 2008                                | En cours | Bernard Mora    |           | Retraité Fonction publique |

## Population et société

### Démographie
L'évolution du nombre d'habitants est connue à travers les recensements de la population effectués dans la commune depuis 1793. Pour les communes de moins de 10 000 habitants, une enquête de recensement portant sur toute la population est réalisée tous les cinq ans, les populations de référence des années intermédiaires étant quant à elles estimées par interpolation ou extrapolation. Pour la commune, le premier recensement exhaustif entrant dans le cadre du nouveau dispositif a été réalisé en 2006.

En 2022, la commune comptait 58 habitants, en évolution de +31,82 % par rapport à 2016 (Haute-Garonne : +8,02 %, France hors Mayotte : +2,11 %).
| 1793 | 1800 | 1806 | 1821 | 1831 | 1836 | 1841 | 1846 | 1851 |
| ---- | ---- | ---- | ---- | ---- | ---- | ---- | ---- | ---- |
| 257  | 199  | 276  | 162  | 309  | 290  | 311  | 323  | 302  |

| 1856 | 1861 | 1866 | 1872 | 1876 | 1881 | 1886 | 1891 | 1896 |
| ---- | ---- | ---- | ---- | ---- | ---- | ---- | ---- | ---- |
| 323  | 279  | 282  | 291  | 265  | 247  | 231  | 249  | 246  |

| 1901 | 1906 | 1911 | 1921 | 1926 | 1931 | 1936 | 1946 | 1954 |
| ---- | ---- | ---- | ---- | ---- | ---- | ---- | ---- | ---- |
| 207  | 183  | 194  | 174  | 182  | 140  | 134  | 142  | 101  |

| 1962 | 1968 | 1975 | 1982 | 1990 | 1999 | 2006 | 2011 | 2016 |
| ---- | ---- | ---- | ---- | ---- | ---- | ---- | ---- | ---- |
| 81   | 65   | 56   | 41   | 30   | 45   | 56   | 47   | 44   |

| 2021 | 2022 | - | - | - | - | - | - | - |
| ---- | ---- | - | - | - | - | - | - | - |
| 53   | 58   | - | - | - | - | - | - | - |

| selon la population municipale des années : | 1968 | 1975 | 1982 | 1990 | 1999 | 2006 | 2009 | 2013 |
| Rang de la commune dans le département      | 531  | 549  | 550  | 573  | 552  | 540  | 553  | 556  |
| Nombre de communes du département           | 592  | 582  | 586  | 588  | 588  | 588  | 589  | 589  |

### Enseignement
Guran fait partie de l'académie de Toulouse.

### Culture et festivité
- Panthéon pyrénéen.
- Le village ayant pour saint patron saint Michel archange, la fête locale se situe le week-end le plus près du 29 septembre.

### Activités sportives
Chasse, randonnée pédestre.

### Écologie et recyclage
La collecte et le traitement des déchets des ménages et des déchets assimilés ainsi que la protection et la mise en valeur de l'environnement se font dans le cadre de la communauté de communes des Pyrénées Haut-Garonnaises.

#### Protection environnementale
La zone Natura 2000 de la Haute vallée de la Garonne d'une superficie de 11 134 hectares est classé,:
En zone spéciale de conservation (en référence à la Directive Habitats) depuis 2008.
En zone de protection spéciale (en référence à la Directive Oiseaux) depuis 2006.
Elle s'étend sur une partie de la commune de Guran.

## Économie

### Emploi
|                | 2008  | 2013  | 2018  |
| -------------- | ----- | ----- | ----- |
| Commune        | 0 %   | 10 %  | 4 %   |
| Département    | 7,7 % | 9,6 % | 9,3 % |
| France entière | 8,3 % | 10 %  | 10 %  |

En 2018, la population âgée de 15 à 64 ans s'élève à 25 personnes, parmi lesquelles on compte 52 % d'actifs (48 % ayant un emploi et 4 % de chômeurs) et 48 % d'inactifs,. Depuis 2008, le taux de chômage communal (au sens du recensement) des 15-64 ans est inférieur à celui de la France et du département.
La commune fait partie de la couronne de l'aire d'attraction de Bagnères-de-Luchon, du fait qu'au moins 15 % des actifs travaillent dans le pôle,. Elle compte 6 emplois en 2018, contre 3 en 2013 et 2 en 2008. Le nombre d'actifs ayant un emploi résidant dans la commune est de 14, soit un indicateur de concentration d'emploi de 43,3 % et un taux d'activité parmi les 15 ans ou plus de 36,6 %.
Sur ces 14 actifs de 15 ans ou plus ayant un emploi, 5 travaillent dans la commune, soit 36 % des habitants. Pour se rendre au travail, 92,9 % des habitants utilisent un véhicule personnel ou de fonction à quatre roues, 7,1 % s'y rendent en deux-roues, à vélo ou à pied et.

### Activités hors agriculture
4 établissements sont implantés  à Guran au 31 décembre 2019.
Le secteur des activités immobilières est prépondérant sur la commune puisqu'il représente 25 % du nombre total d'établissements de la commune (1 sur les 4 entreprises implantées  à Guran), contre 4,2 % au niveau départemental.

### Agriculture
|               | 1988 | 2000 | 2010 | 2020 |
| ------------- | ---- | ---- | ---- | ---- |
| Exploitations | 5    | 2    | 2    | 1    |
| SAU (ha)      | 54   | 14   | 11   | 42   |

La commune est dans les « Pyrénées centrales », une petite région agricole occupant le sud du département de la Haute-Garonne, massif montagneux où s’étagent les vallées profondes, la forêt et les zones intermédiaires, les estives. En 2020, l'orientation technico-économique de l'agriculture  sur la commune est l'élevage d'ovins ou de caprins. Une seule  exploitation agricole ayant son siège dans la commune est recensée lors du recensement agricole de 2020 (cinq en 1988). La superficie agricole utilisée est de 42 ha,,.

## Culture locale et patrimoine

### Lieux et monuments
- Église Saint-Michel. Une messe est célébrée le samedi après-midi à 18 h 00, à l'occasion de la fête du village (le week-end le plus près du 29 septembre, jour de la fête de saint Michel archange).
- Croix monumentale composé d'une colonne en pierre et d'une croix en marbre, sur la croix est représenté un ostensoir.
- Croix en fer forgé sur un socle en ciment.
- Sculpture monumentale en marbre de Saint-Béat d'un berger de Jean-Jacques Abdallah (juillet 2009)[56].
- Le monument aux morts en marbre blanc de la première guerre mondiale placé à la base de l'église, à droite du porche.

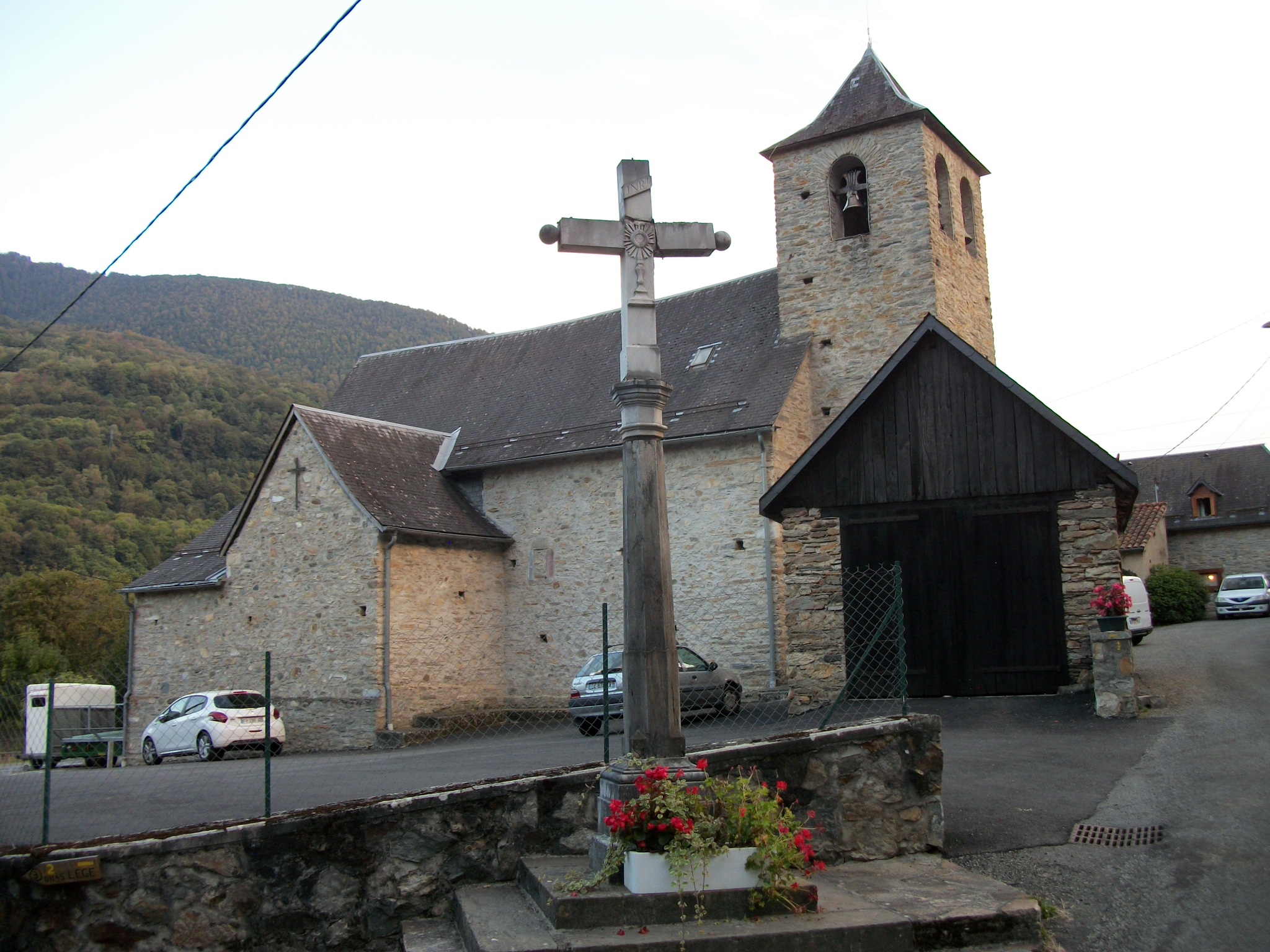
Une croix monumentale avec en arrière-plan, l'église Saint-Michel
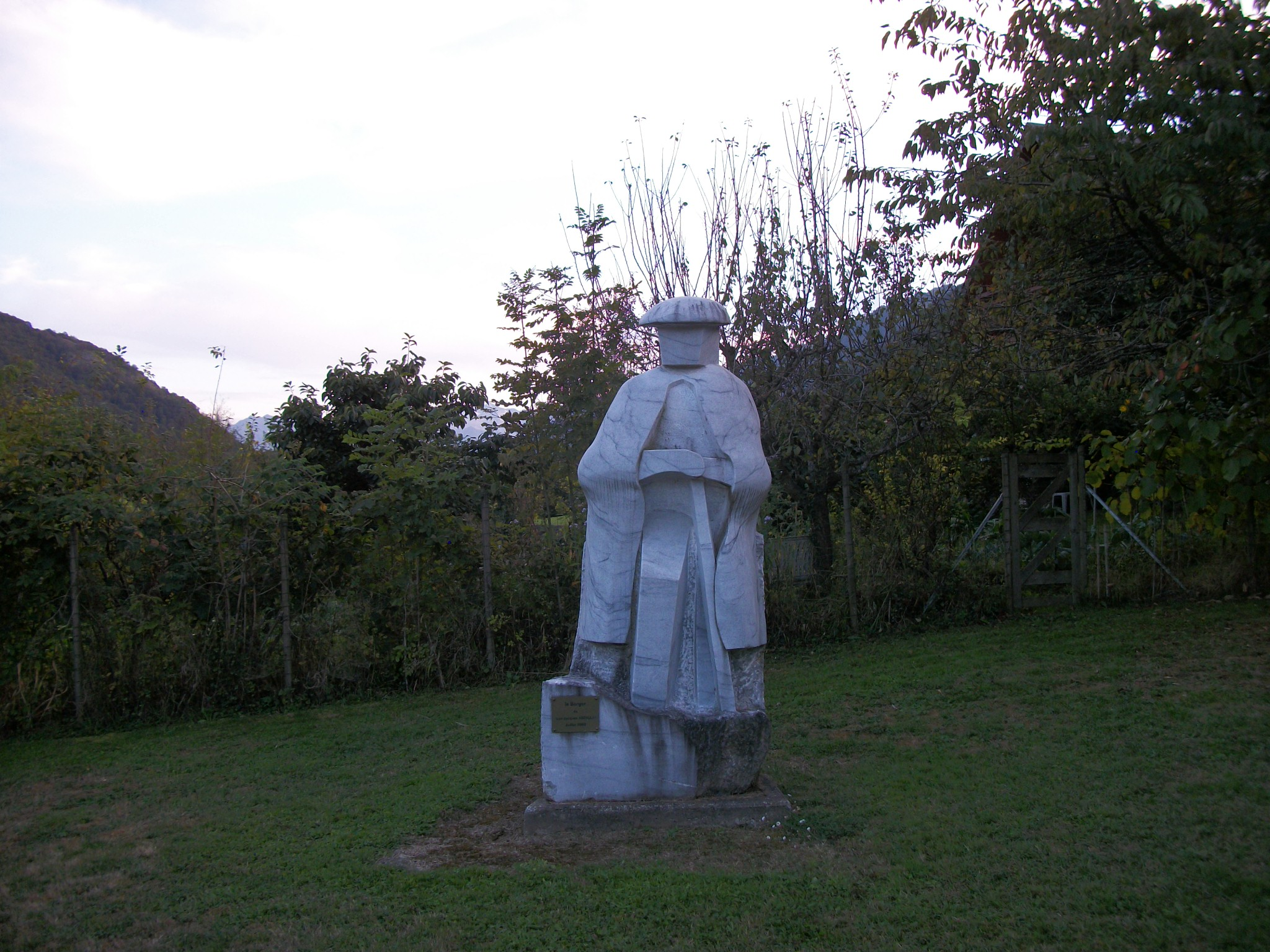
Sculpture monumentale en marbre de Saint-Béat d'un berger

#### Le château de Guran
Le château de Guran a été construit par la famille de Binos du XVIIe - XIXe siècle. Il fut commencé par Jean Louis de Binos (seigneur de Signan ou Saynhan (en gascon)) et terminé par François de Binos en 1659. Il a été réalisé avec deux tourelles en damier de marbre rose et blanc. Le château et sa chapelle sont inscrits partiellement à l'inventaire des monuments historiques depuis 1977.

#### Chapelle Notre-Dame du château
La chapelle est construite en pierre de schiste, elle est datée de 1648. Sur la chapelle est placée l'inscription en ancien français « Chapelle Notre-Dame, bastie par Jehan Lovis de Binos, Seigneur de Saynhan, l'an 1648 ». Une auge cinéraire est placée dans la façade.

Sur la façade de l'autel est représentée une croix de Malte. Au centre de l'autel est encastrée une pierre en marbre blanc (où sont sculptés en semi-relief deux bustes de saint) qui depuis sert de pierre sacrée,. Cette pierre aurait été rapportée par un abbé de Binos de son voyage en Terre sainte et de là à Rome, des catacombes,. D'après les écrits de Mgr Mioland, archevêque de Toulouse, le diocèse de Toulouse ne possédait que trois autels de ce genre.

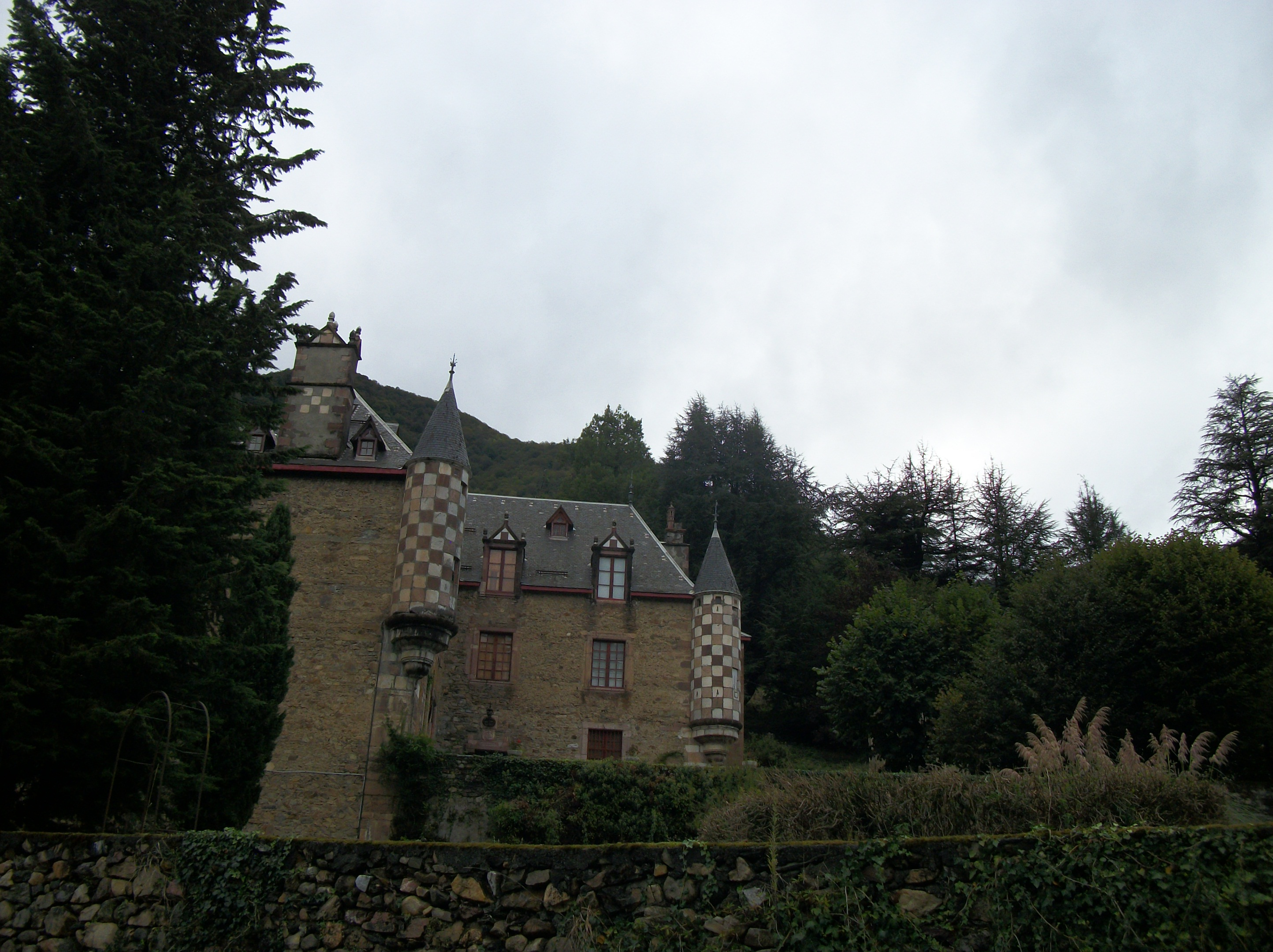
Le château de Guran  Inscrit MH (1977, partiellement).
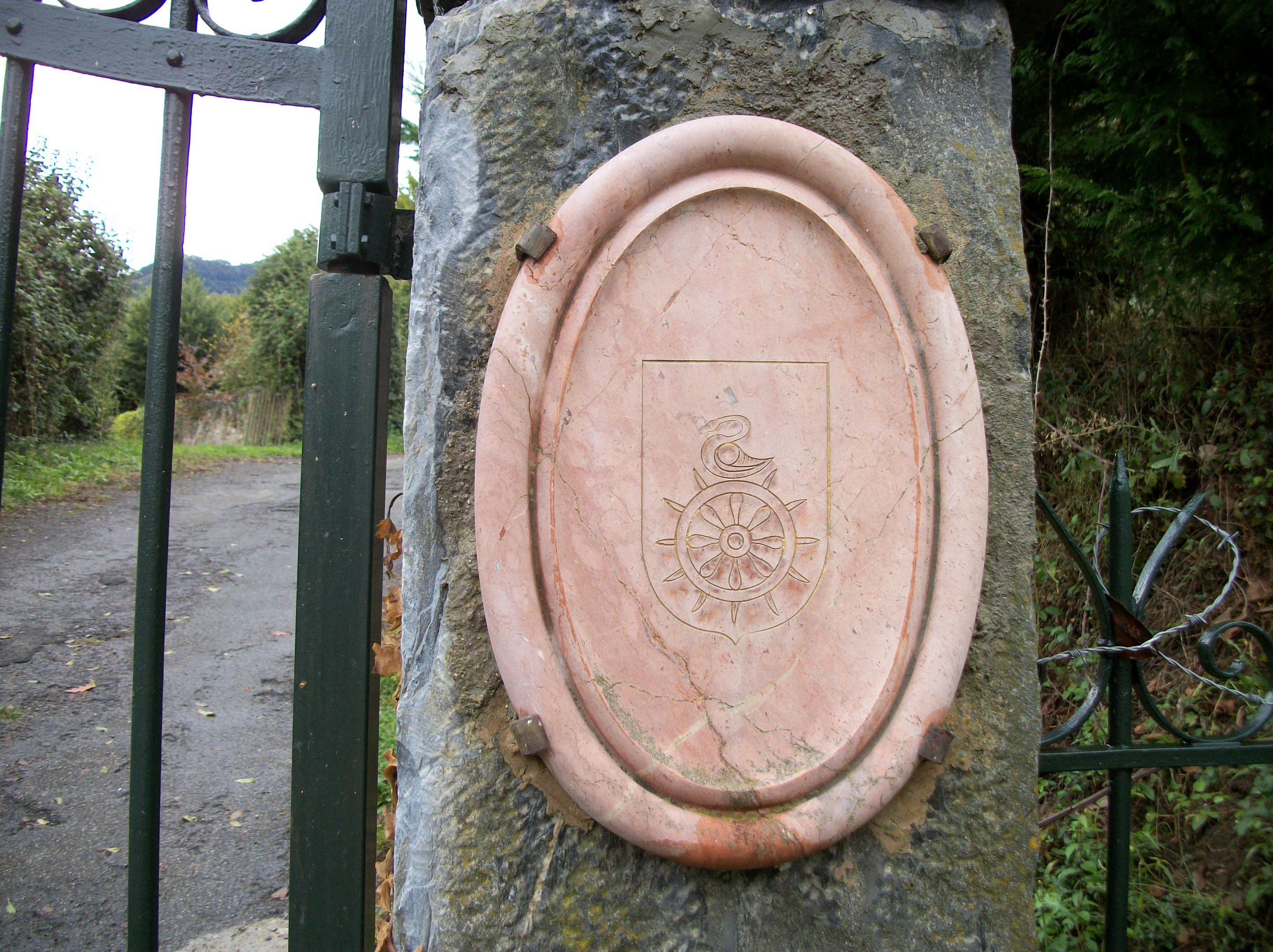
Sur les piliers du portail sont placées deux plaques de forme ovale en marbre rose, au centre est gravé le blason de la famille de Binos (la roue du supplice de sainte Catherine d'Alexandrie surmontée d'un cygne).

- Plusieurs fontaines, abreuvoirs et lavoirs.
- Deux fontaines et lavoirs en pierre de schiste datant du XVIIIe - XIXe siècle[57].

Fontaine, lavoirs et abreuvoirs
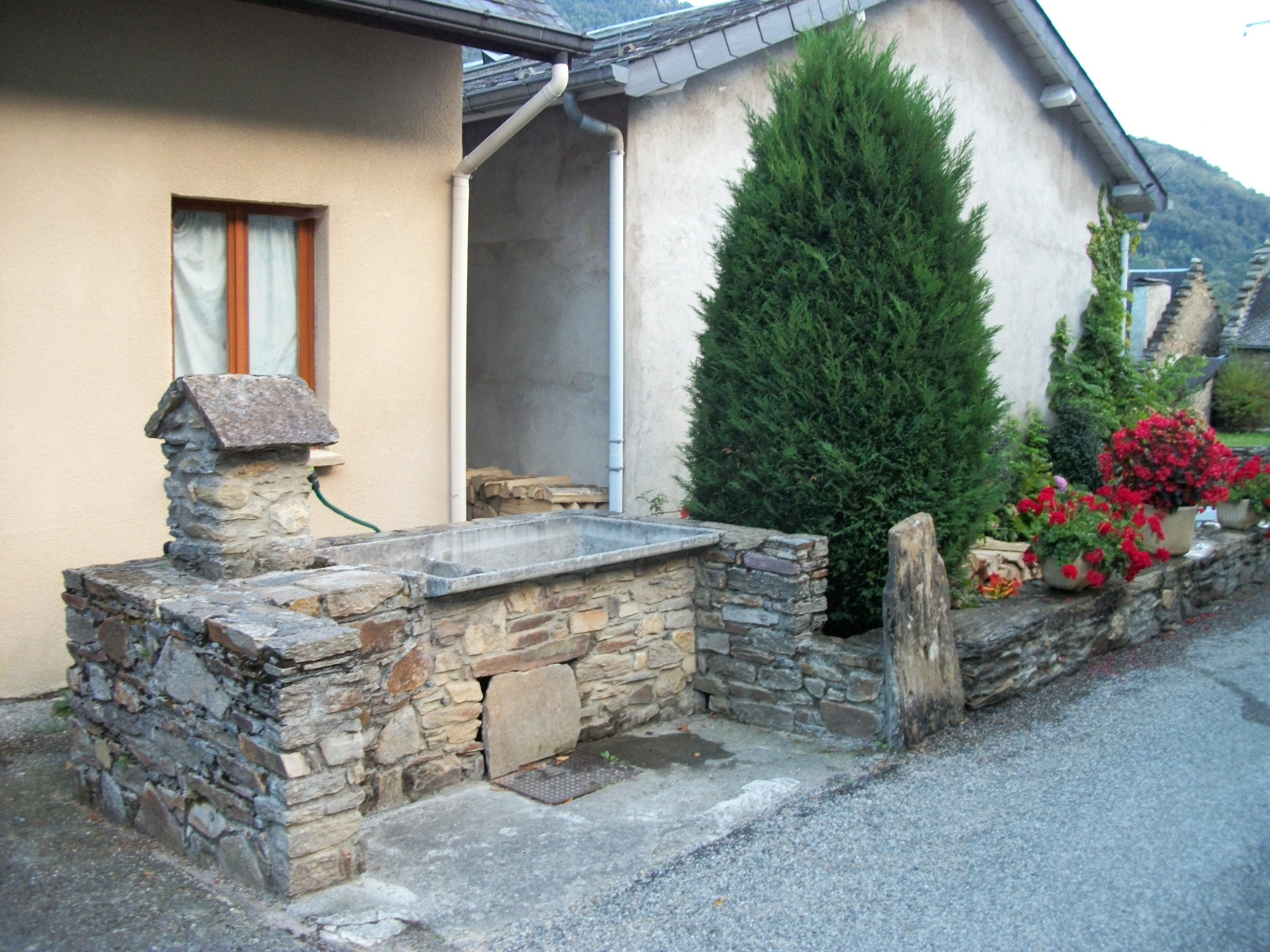
Une fontaine et lavoir en pierre de schiste.
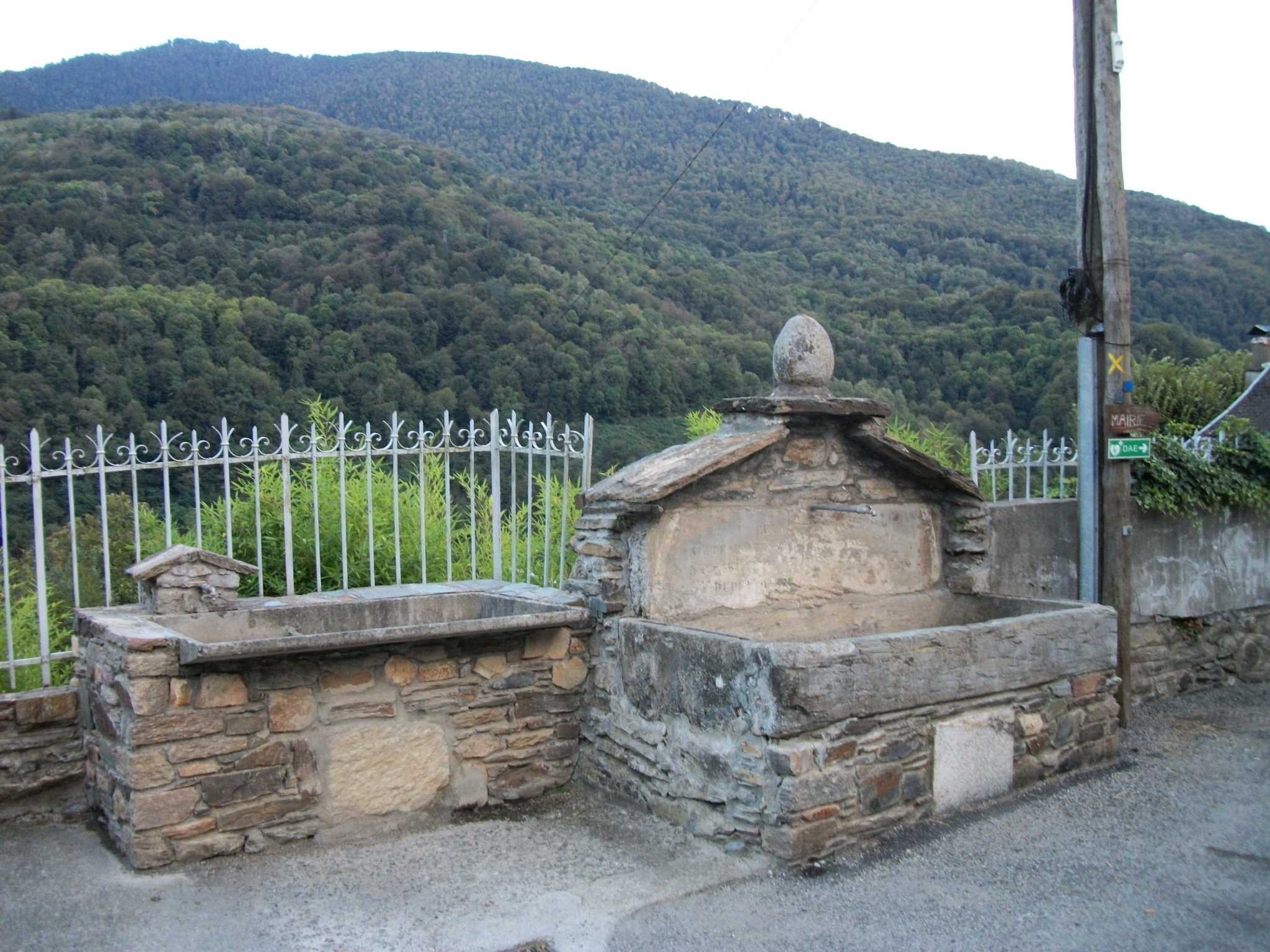
Deux fontaines et lavoirs datant du XVIIIe - XIXe siècle.

### articles connexes
- Liste des communes de la Haute-Garonne
- Liste des sites Natura 2000 de la Haute-Garonne
- Lignes intermodales d'Occitanie